# (78) Diana
(78) Diana es un asteroide perteneciente al cinturón de asteroides descubierto el 15 de marzo de 1863 por Karl Theodor Robert Luther desde el observatorio de Düsseldorf-Bilk, Alemania.
Está nombrado por Diana, una diosa de la mitología romana.

## Características orbitales
Diana orbita a una distancia media de 2,619 ua del Sol, pudiendo alejarse hasta 3,162 ua. Tiene una inclinación orbital de 8,705° y una excentricidad de 0,2075. Emplea en completar una órbita alrededor del Sol 1548 días.